# Skała węglanowa
Skała węglanowa – skała osadowa, której głównymi minerałami są węglany, głównie kalcyt i dolomit, z domieszkami innych węglanów bezwodnych.
Zmetamorfizowane skały węglanowe, to marmury.
Skałami zbudowanymi z węglanów, ale nie zaliczanymi do skał węglanowych są magmowe karbonatyty.

## Petrografia
Ze względu na skład chemiczny możemy je podzielić na: wapienie, dolomity, margle, opoki. Skałami przejściowymi między wapieniami a dolomitami są wapienie dolomityczne i dolomity wapniste.
Ze względu na genezę skał możemy je podzielić na skały pochodzenia chemicznego (wytrącające się z roztworu) i na skały pochodzenia biologicznego. Skały pochodzenia biologicznego mogą tworzyć się ze szkieletów martwych organizmów, jak również mogą być budowane przez organizmy żywe.
Ze względu na środowisko powstawania możemy podzielić je na powstałe w środowisku kontynentalnym (nawary wapienne, martwice wapienne, trawertyny, kreda jeziorna), powstałe w środowisku morskim (wapienie rafowe, wapienie pelagiczne, kreda pisząca) i mogące powstawać w jeziorach lub morzach: wapienie oolitowe i muszlowce.
Skałami pośrednimi pomiędzy skałami węglanowymi a skałami ilastymi są margle, natomiast pośrednimi pomiędzy skałami węglanowymi a skałami krzemionkowymi są opoki.
Skałami pośrednimi pomiędzy skałami węglanowymi, krzemionkowymi i okruchowymi są gezy.

## Wietrzenie
Większość skał węglanowych należy do skał krasowiejących (należą do nich szczególnie często występujące wapienie, rzadziej występujące dolomity, natomiast raczej nie jest skałą krasowiejącą magnezyt, jednak występuje on stosunkowo rzadko).
Krasowienie skał węglanowych jest zasadniczo różne od krasowienia skał solnych. W przypadku tych ostatnich ma miejsce fizyczne rozpuszczanie minerałów przez wodę, natomiast w przypadku węglanów ma miejsce szereg reakcji chemicznych, dla zaistnienia których konieczne jest występowanie rozpuszczonego w wodzie CO2, a duże znaczenie mają warunki temperaturowe i ciśnieniowe (w samej wodzie skały węglanowe rozpuszczają się powoli i nierzadko wolniej od wielu innych powszechnie występujących skał, więc w warunkach nieprzyjaznych dla rozwoju krasu, skały węglanowe mogą tworzyć bardzo potężne i odporne masywy górskie – jak np. duża część Tatr, Alp i wiele innych w świecie).